# Brentford Football Club 2022-2023
Questa voce raccoglie le informazioni riguardanti il Brentford Football Club nelle competizioni ufficiali della stagione 2022-2023.

## Stagione
Questa stagione è la 2ª stagione consecutiva in Premier League per il Brentford. Oltre alla partecipazione in Premier League, il Brentford prenderà parte alla FA Cup ed alla EFL Cup.

## Maglie e sponsor
| Casa | Trasferta | Terza divisa |

## Rosa
Rosa, numerazione e ruoli, tratti dal sito ufficiale, sono aggiornati al 21 aprile 2023. 

In corsivo i calciatori ceduti a stagione iniziata nelle sessioni estiva e invernale

| N. |                         | Ruolo | Calciatore         |
| -- | ----------------------- | ----- | ------------------ |
| 1  | Spagna (bandiera)       | P     | David Raya         |
| 2  | Scozia (bandiera)       | D     | Aaron Hickey       |
| 3  | Inghilterra (bandiera)  | D     | Rico Henry         |
| 4  | Inghilterra (bandiera)  | D     | Charlie Goode      |
| 5  | Giamaica (bandiera)     | D     | Ethan Pinnock      |
| 6  | Danimarca (bandiera)    | C     | Christian Nørgaard |
| 7  | Spagna (bandiera)       | C     | Sergi Canós        |
| 8  | Danimarca (bandiera)    | C     | Mathias Jensen     |
| 9  | Germania (bandiera)     | A     | Kevin Schade       |
| 10 | Inghilterra (bandiera)  | C     | Josh Dasilva       |
| 11 | RD del Congo (bandiera) | A     | Yoane Wissa        |
| 13 | Danimarca (bandiera)    | D     | Mathias Jørgensen  |
| 14 | Iran (bandiera)         | C     | Saman Ghoddos      |
| 15 | Nigeria (bandiera)      | C     | Frank Onyeka       |
| 16 | Inghilterra (bandiera)  | D     | Ben Mee            |
| 17 | Inghilterra (bandiera)  | A     | Ivan Toney         |

| N. |                        | Ruolo | Calciatore                |
| -- | ---------------------- | ----- | ------------------------- |
| 18 | Svezia (bandiera)      | D     | Pontus Jansson (capitano) |
| 19 | Francia (bandiera)     | C     | Bryan Mbeumo              |
| 20 | Norvegia (bandiera)    | D     | Kristoffer Ajer           |
| 21 | Turchia (bandiera)     | A     | Halil Dervişoğlu          |
| 22 | Albania (bandiera)     | P     | Thomas Strakosha          |
| 23 | Inghilterra (bandiera) | A     | Keane Lewis-Potter        |
| 24 | Danimarca (bandiera)   | C     | Mikkel Damsgaard          |
| 26 | Grenada (bandiera)     | C     | Shandon Baptiste          |
| 27 | Germania (bandiera)    | C     | Vitaly Janelt             |
| 29 | Danimarca (bandiera)   | D     | Mads Bech Sørensen        |
| 30 | Danimarca (bandiera)   | D     | Mads Roerslev Rasmussen   |
| 33 | Inghilterra (bandiera) | D     | Fin Stevens               |
| 34 | Inghilterra (bandiera) | P     | Matthew Cox               |
| 35 | Inghilterra (bandiera) | C     | Ryan Trevitt              |
| 36 | Ucraina (bandiera)     | C     | Yehor Yarmolyuk           |
| 37 | Inghilterra (bandiera) | A     | Michael Olakigbe          |

## Calciomercato

### Sessione estiva
| Acquisti         | Acquisti           | Acquisti    | Acquisti                                      |
| R.               | Nome               | da          | Modalità                                      |
| ---------------- | ------------------ | ----------- | --------------------------------------------- |
| P                | Thomas Strakosha   | Lazio       | definitivo (gratuito)                         |
| D                | Aaron Hickey       | Bologna     | definitivo (17 milioni € + 5 milioni € bonus) |
| C                | Ben Mee            | Burnley     | definitivo (gratuito)                         |
| A                | Keane Lewis-Potter | Hull City   | definitivo (19 milioni €)                     |
| C                | Mikkel Damsgaard   | Sampdoria   | definitivo (15 milioni €)                     |
| Altre operazioni |                    |             |                                               |
| R.               | Nome               | da          | Modalità                                      |
| D                | Luka Racic         | HB Køge     | fine prestito                                 |
| A                | Halil Dervişoğlu   | Galatasaray | fine prestito                                 |
| A                | Joel Valencia      | Alcorcón    | fine prestito                                 |

| Cessioni         | Cessioni          | Cessioni       | Cessioni                    |
| R.               | Nome              | a              | Modalità                    |
| ---------------- | ----------------- | -------------- | --------------------------- |
| D                | Dominic Thompson  | Blackpool      | definitivo (gratuito)       |
| C                | Christian Eriksen | Manchester Utd | definitivo (gratuito)       |
| A                | Marcus Forss      | Manchester Utd | definitivo (3,60 milioni €) |
| Altre operazioni |                   |                |                             |
| R.               | Nome              | a              | Modalità                    |
| C                | Paris Maghoma     | AFC Wimbledon  | prestito                    |
| P                | Ellery Balcombe   | Crawley Town   | prestito                    |
| P                | Jonas Lössl       | Midtjylland    | fine prestito               |
| D                | Mathias Jørgensen | -              | svincolato                  |
| D                | Julian Jeanvier   | -              | svincolato                  |

#### Sessione Invernale
| Acquisti | Acquisti     | Acquisti | Acquisti              |
| R.       | Nome         | da       | Modalità              |
| -------- | ------------ | -------- | --------------------- |
| A        | Kevin Schade | Friburgo | temporaneo (prestito) |

| Cessioni | Cessioni      | Cessioni   | Cessioni              |
| R.       | Nome          | a          | Modalità              |
| -------- | ------------- | ---------- | --------------------- |
| A        | Sergi Canós   | Olympiacos | temporaneo (prestito) |
| D        | Charlie Goode | Blackpool  | temporaneo (prestito) |

## Risultati

### Premier League

#### Girone di andata
| Arbitro: | Gillett |

|                                |           |                       |
| Castagne 33’ Dewsbury-Hall 46’ | Marcatori | 62’ Toney 86’ Dasilva |

| Arbitro: | Attwell |

|                                           |           |  |
| Dasilva 10’ Jensen 18’ Mee 30’ Mbeumo 35’ | Marcatori |  |

| Arbitro: | Bankes |

|                                   |           |                        |
| Reid 1’ Palhinha 20’ Mitrović 90’ | Marcatori | 44’ Nørgaard 71’ Toney |

| Arbitro: | Brooks |

|            |           |            |
| Janelt 84’ | Marcatori | 24’ Gordon |

| Arbitro: | Hooper |

|          |           |           |
| Zaha 59’ | Marcatori | 88’ Wissa |

| Arbitro: | Jones |

|                                                   |           |                           |
| Toney 30’ (rig.), 43’, 58’ Mbeumo 80’ Wissa 90+1’ | Marcatori | 45+1’ Sinisterra 79’ Roca |

| Arbitro: | Hooper |

|  |           |                       |
|  | Marcatori | 32’ Toney 90+7’ Wissa |

| Arbitro: | Coote |

|  |           |                                 |
|  | Marcatori | 17’ Saliba 28’ Jesus 49’ Vieira |

| Bournemouth 1º ottobre 2022, ore 15:00 WEST 9ª giornata | Bournemouth | 0 – 0 referto | Brentford | Vitality Stadium (10 126 spett.)\| Arbitro: \| Bramall \| |
| Arbitro:                                                | Bramall     |               |           |                                                           |

| Arbitro: | Brooks |

|                                                              |           |                  |
| Guimarães 21’, 56’ Murphy 28’ Almirón 82’ Pinnock 90’ (aut.) | Marcatori | 54’ (rig.) Toney |

| Arbitro: | Salisbury |

|                       |           |  |
| Toney 27’, 64’ (rig.) | Marcatori |  |

| Brentford 19 ottobre 2022, ore 19:30 WEST 12ª giornata | Brentford | 0 – 0 referto | Chelsea | Brentford Community Stadium (17 118 spett.)\| Arbitro: \| Gillett \| |
| Arbitro:                                               | Gillett   |               |         |                                                                      |

| Arbitro: | England |

|                                           |           |  |
| Bailey 2’ Ings 7’, 14’ (rig.) Watkins 59’ | Marcatori |  |

| Arbitro: | Madley |

|         |           |           |
| Mee 50’ | Marcatori | 52’ Neves |

| Arbitro: | Marriner |

|                                                |           |                               |
| Gibbs-White 20’ Mathias Jørgensen 90+6’ (aut.) | Marcatori | 45+3’ (rig.) Mbeumo 75’ Wissa |

| Arbitro: | Bankes |

|             |           |                  |
| Foden 45+1’ | Marcatori | 16’, 90+8’ Toney |

| Arbitro: | Coote |

|                      |           |                       |
| Janelt 15’ Toney 54’ | Marcatori | 65’ Kane 71’ Højbjerg |

| Arbitro: | England |

|  |           |                       |
|  | Marcatori | 18’ Toney 43’ Dasilva |

| Arbitro: | Attwell |

|                                        |           |                        |
| Konaté 19’ (aut.) Wissa 42’ Mbeumo 84’ | Marcatori | 50’ Oxlade-Chamberlain |

#### Girone di ritorno
| Arbitro: | Gillett |

|                                |           |  |
| Toney 39’ (rig.) M. Jensen 75’ | Marcatori |  |

| Leeds 22 gennaio 2023, ore 14:00 WET 21ª giornata | Leeds Utd | 0 – 0 referto | Brentford | Elland Road (36 260 spett.)\| Arbitro: \| Bankes \| |
| Arbitro:                                          | Bankes    |               |           |                                                     |

| Arbitro: | Gillett |

|                                  |           |  |
| Mee 41’ Mbeumo 44’ M. Jensen 75’ | Marcatori |  |

| Arbitro: | Bankes |

|              |           |           |
| Trossard 66’ | Marcatori | 74’ Toney |

| Arbitro: | P. Tierney |

|              |           |         |
| Janelt 90+6’ | Marcatori | 69’ Eze |

| Arbitro: | Brooks |

|              |           |  |
| Rashford 27’ | Marcatori |  |

| Arbitro: | Taylor |

|                                           |           |                               |
| Pinnock 6’ Toney 53’ (rig.) M. Jensen 85’ | Marcatori | 39’ Solomon 90+9’ C. Vinícius |

| Arbitro: | Hooper |

|           |           |  |
| McNeil 1’ | Marcatori |  |

| Arbitro: | Bond |

|               |           |            |
| M. Jensen 32’ | Marcatori | 52’ Barnes |

| Arbitro: | Oliver |

|                                                |           |                                      |
| Mitoma 21’ Welbeck 28’ Mac Allister 90’ (rig.) | Marcatori | 10’ P. Jansson 22’ Toney 49’ Pinnock |

| Arbitro: | Kavanagh |

|                    |           |                          |
| Toney 45+1’ (rig.) | Marcatori | 53’ (aut.) Raya 61’ Isak |

| Arbitro: | Tierney |

|                           |           |  |
| Diego Costa 27’ Hwang 69’ | Marcatori |  |

| Arbitro: | Salisbury |

|           |           |                  |
| Toney 65’ | Marcatori | 87’ Douglas Luiz |

| Arbitro: | Madley |

|  |           |                                   |
|  | Marcatori | 37’ (aut.) Azpilicueta 78’ Mbeumo |

| Arbitro: | Bankes (Merseyside) |

|                         |           |              |
| Toney 82’ Dasilva 90+4’ | Marcatori | 45+1’ Danilo |

| Arbitro: | Taylor |

|           |           |  |
| Salah 13’ | Marcatori |  |

| Arbitro: | Oliver |

|                      |           |  |
| Mbeumo 20’ Wissa 43’ | Marcatori |  |

| Arbitro: | Gillett |

|         |           |                           |
| Kane 8’ | Marcatori | 50’, 62’ Mbeumo 88’ Wissa |

| Arbitro: | Brooks |

|             |           |  |
| Pinnock 85’ | Marcatori |  |

### FA Cup
| Arbitro: | Marriner |

|  |           |              |
|  | Marcatori | 79’ Benrahma |

### EFL Cup
| Arbitro: | Marriner |

|  |           |                                    |
|  | Marcatori | 39’ Lewis-Potter 90+1’ M. Sørensen |

| Arbitro: | Robinson |

|                                                  |                      |                                                        |
| Toney 3’                                         | Marcatori            | 75’ Mandron                                            |
| Toney Ghoddos Dasilva Mbeumo M. Jensen Damsgaard | Tiri di rigore 5 – 6 | Mandron Adelakun W. Wright Alexander Kashket MacDonald |

## Statistiche

### Statistiche di squadra
| Competizione   | Punti | In casa | In casa | In casa | In casa | In casa | In casa | In trasferta | In trasferta | In trasferta | In trasferta | In trasferta | In trasferta | Totale | Totale | Totale | Totale | Totale | Totale | DR  |
| Competizione   | Punti | G       | V       | N       | P       | Gf      | Gs      | G            | V            | N            | P            | Gf           | Gs           | G      | V      | N      | P      | Gf     | Gs     | DR  |
| -------------- | ----- | ------- | ------- | ------- | ------- | ------- | ------- | ------------ | ------------ | ------------ | ------------ | ------------ | ------------ | ------ | ------ | ------ | ------ | ------ | ------ | --- |
| Premier League | 59    | 19      | 10      | 7       | 2       | 35      | 18      | 19           | 5            | 7            | 7            | 23           | 28           | 38     | 15     | 14     | 9      | 58     | 46     | +12 |
| FA Cup         | -     | 1       | 0       | 0       | 1       | 0       | 1       | 0            | 0            | 0            | 0            | 0            | 0            | 1      | 0      | 0      | 1      | 0      | 1      | -1  |
| League Cup     | -     | 1       | 0       | 1       | 0       | 1       | 1       | 1            | 1            | 0            | 0            | 2            | 2            | 1      | 1      | 0      | 0      | 3      | 1      | +2  |
| Totale         | -     | 21      | 10      | 8       | 3       | 36      | 20      | 20           | 6            | 7            | 7            | 25           | 30           | 40     | 16     | 14     | 10     | 61     | 48     | +13 |

### Andamento in campionato
| Giornata  | 1 | 2 | 3 | 4  | 5  | 6 | 7 | 8 | 9  | 10 | 11 | 12 | 13 | 14 | 15 | 16 | 17 | 18 | 19 | 20 | 21 | 22 | 23 | 24 | 25 | 26 | 27 | 28 | 29 | 30 | 31 | 32 | 33 | 34 | 35 | 36 | 37 | 38 |
| --------- | - | - | - | -- | -- | - | - | - | -- | -- | -- | -- | -- | -- | -- | -- | -- | -- | -- | -- | -- | -- | -- | -- | -- | -- | -- | -- | -- | -- | -- | -- | -- | -- | -- | -- | -- | -- |
| Luogo     | T | C | T | C  | T  | C | T | C | T  | T  | C  | C  | T  | C  | T  | T  | C  | T  | C  | C  | T  | C  | T  | C  | T  | C  | T  | C  | T  | C  | T  | C  | T  | C  | T  | C  | T  | C  |
| Risultato | N | V | P | N  | N  | V | V | P | N  | P  | V  | N  | P  | N  | N  | V  | N  | V  | V  | V  | N  | V  | N  | N  | P  | V  | P  | N  | N  | P  | P  | N  | V  | V  | P  | V  | V  | V  |
| Posizione | 9 | 3 | 8 | 10 | 11 | 8 | 8 | 9 | 10 | 11 | 9  | 10 | 11 | 11 | 11 | 10 | 10 | 10 | 9  | 8  | 8  | 7  | 8  | 9  | 9  | 9  | 9  | 8  | 7  | 9  | 9  | 10 | 9  | 9  | 9  | 9  | 9  | 9  |

Legenda:

Luogo: C = Casa; T = Trasferta. Risultato: V = Vittoria; N = Pareggio; P = Sconfitta.